# Dokument prywatny
Dokument prywatny – termin prawniczy służący do określenia środka dowodowego w postaci dokumentu pochodzącego od osoby prywatnej tj. osoby fizycznej, osoby prawnej lub jednostki organizacyjnej. Zgodnie z art. 245 kodeksu postępowania cywilnego dokument prywatny stanowi dowód tego, że osoba, która go podpisała, złożyła oświadczenie zawarte w dokumencie.
W rozumieniu przepisów procesowych dokumenty dzielą się na urzędowe i prywatne. O rodzaju dowodu decyduje więc kryterium wystawcy, które ma istotne znaczenie dla określenia jego mocy dowodowej. Jeżeli zatem dokument pisemny zawierający podpis wystawcy nie spełnia wymagań dokumentu urzędowego, to należy go zakwalifikować jako dokument prywatny. O materialnej mocy dowodowej dokumentu prywatnego rozstrzyga każdorazowo sąd zgodnie z zasadą swobodnej oceny dowodów.
Przedmiot dokumentu prywatnego nie jest niczym ograniczony. Nie ma także szczególnych wymagań co do formy dokumentu (o ile nie zawiera on oświadczenia woli, do którego trzeba stosować wymagania formalne przewidziane dla poszczególnych czynności prawnych). Przyjmuje się, że dokument powinien zawierać podpis wystawcy.  
Za dokumenty prywatne uznaje się na przykład:
1. niezatwierdzone przez administrację lasów państwowych orzeczenie komisji co do odszkodowania za szkody wyrządzone przez dziką zwierzynę,
2. pokwitowanie wydane przez sklep komisowy komitentowi,
3. protokół szkodowy, sporządzony przez przedstawicieli zakładu ubezpieczeń i podpisany przez poszkodowanego,
4. podpisaną przez pracownika deklarację uznającą niedobór,
5. pisemne potwierdzenie przyjęcia towaru przez pracownika,
6. prywatna (pozasądowa) opinia biegłego,
7. notatka prasowa,
8. zaświadczenie lekarskie o stanie zdrowia,
9. świadectwo pracy,
10. poświadczona przez stronę (pełnomocnika procesowego) kserokopia dokumentu.

Dokument prywatny jest środkiem dowodowym bez względu na to w czyich rękach się on znajduje.
Dowody prywatne korzystają z domniemania autentyczności oraz domniemania, że osoba, która dokument podpisała, złożyła zawarte w nim oświadczenie. Jednakże nie przesądza on o tym czy oświadczenie w nim zawarte jest zgodne z prawdą, ważne i skuteczne. Z dokumentem prywatnym nie wiąże się domniemanie prawne, iż jego treść przedstawia rzeczywisty stan rzeczy.
Od dokumentów prywatnych należy odróżnić znaki legitymacyjne (np. kwity bagażowe, losy loteryjne, kupony, bilety itp.).